# Aethiophysa
Aethiophysa là một chi bướm đêm thuộc họ Crambidae.